# Gila pandora
Gila pandora är en fiskart som först beskrevs av Cope 1872.  Gila pandora ingår i släktet Gila och familjen karpfiskar. Inga underarter finns listade i Catalogue of Life.